# Daimaru
Daimaru este o companie japoneză, listată pe Tokyo Stock Exchange, care operează un lanț de magazine universale.